# World Checklist of Selected Plant Families
World Checklist of Selected Plant Families (WCSP) — міжнародний каталог, який містить останні рецензовані та опубліковані наукові дані щодо наукових назв і синонімів видів рослин. Робота підтримується Королівським ботанічним садом. База дозволяє шукати назви родин, родів і видів, а також створювати контрольні списки.
Свою історію проєкт веде від роботи, виконаної в 1990-х роках дослідником Кью Рафаелем Говартсом над контрольним списком роду Quercus. 
Існує додатковий проєкт під назвою Міжнародний індекс назв рослин (IPNI), в якому також бере участь Кью. IPNI має на меті надати деталі публікації і не має на меті визначити, які назви видів є прийнятними. Після затримки приблизно на рік нещодавно опубліковані імена автоматично додаються з IPNI до WCSP.